# José Antonio Olvera de los Santos
José Antonio Olvera de los Santos (* 4. März 1986 in Francisco I. Madero, Coahuila) ist ein ehemaliger mexikanischer Fußballspieler, der meistens im Mittelfeld zum Einsatz kam.

## Karriere
Olvera de los Santos ging aus der Nachwuchsabteilung des Club Santos Laguna hervor und feierte im Trikot dieses Vereins auch sein Erstligadebüt in einem Gastspiel am 21. August 2004 bei den Dorados de Sinaloa, das Santos mit 1:2 verlor. Sein erstes Tor in der Primera División erzielte er am 14. August 2005 in einem Heimspiel von Santos Laguna gegen die UANL Tigres. Besondere Freude kann er dabei allerdings nicht empfunden haben, da es lediglich der Ehrentreffer zum 1:4-Endstand war. Vor Beginn der Clausura 2007 (der Rückrunde der Saison 2006/07) wechselte er zum Club Deportivo Guadalajara, bei dem er bis 2012 unter Vertrag stand, aber ab 2009 meistens auf Leihbasis für andere Vereine im Einsatz war; zunächst für Deportivo Toluca und zwischen 2010 und 2012 erneut für Santos Laguna.
2012 wurde er an Monarcas Morelia verkauft, bei denen er bis Ende 2016 unter Vertrag stand. Anfang 2017 wechselte Olvera zum Tampico-Madero FC, in dessen Reihen er seine aktive Laufbahn ausklingen ließ.